# Aeroportul Takamatsu
Aeroportul Takamatsu (IATA: TAK, ICAO: RJOT) este un aeroport din Takamatsu, Prefectura Kagawa, Japonia ce deservește zona Takamatsu. Aeroportul a fost tranzitat în 2023 de 1.789.706 pasageri. A fost deschis în 16 decembrie 1958.
Situat la o altitudine de 185 m, aeroportul dispune de 1 pistă. Este operat de Ministry of Land, Infrastructure, Transport and Tourism⁠(d).

## Infrastructură

### Piste
Aeroportul dispune de o singură pistă. Pista 08/26 are suprafața de asfalt și dimensiunile 2.500 m × 60 m. 